# Ла-Матілья (Сеговія)
Ла-Матілья (ісп. La Matilla) — муніципалітет в Іспанії, у складі автономної спільноти Кастилія-і-Леон, у провінції Сеговія. Населення — 104 особи (2010).
Муніципалітет розташований на відстані близько 85 км на північ від Мадрида, 38 км на північний схід від Сеговії.

## Демографія
Динаміка населення (INE ):